# Casa Editrice Tabacco
Casa Editrice Tabacco ist ein italienischer Verlag mit Sitz in Tavagnacco (Udine). Er gibt hauptsächlich Wanderkarten heraus.

## Geschichte
Der Verlag wurde von Giuseppe Tabacco nach dem Zweiten Weltkrieg gegründet und publiziert seither topographische Karten, die sich im Alpinismus einen Ruf als „präzises und verlässliches“ Standard-Kartenwerk für den italienischen Alpenraum erworben haben.

## Publikationen
Die Tabacco-Karten erfassen hauptsächlich den italienischen östlichen Alpenraum ab dem Adamello-Gebiet, bis zum Triestiner Karst.
Die Serie ist im Maßstab 1:25.000 und 1:50.000 aufgelegt, daneben gibt es diverse Spezialkarten (Naturschutzgebiete, Schigebietskarten, Wanderrouten) und allgemeine Autokarten, Wandkarten und Poster.
Im Maßstab 1:25.000 sind 80 Blattschnitte aufgelegt (Stand 08/2021), in 1:50.000 12 Blätter (nicht alle erhältlich, Stand 3/2011). Die Serien sind mit UTM-Kilometerraster (in den Neuauflagen Datum WGS84, einige noch ED-50) ausgezeichnet und GPS-tauglich.